# Домброва-Мала (Куявсько-Поморське воєводство)
Домброва-Мала (пол. Dąbrowa Mała) — село в Польщі, у гміні Роєво Іновроцлавського повіту Куявсько-Поморського воєводства.
Населення — 10 осіб (2011).
У 1975-1998 роках село належало до Бидгощського воєводства.

## Демографія
Демографічна структура станом на 31 березня 2011 року:
|          | Загалом | Допрацездатний вік | Працездатний вік | Постпрацездатний вік |
| -------- | ------- | ------------------ | ---------------- | -------------------- |
| Чоловіки | 4       | 2                  | 2                | 0                    |
| Жінки    | 6       | 3                  | 2                | 1                    |
| Разом    | 10      | 5                  | 4                | 1                    |